# Stanisław Zaremba (biskup kyjevský)
Stanisław Zaremba, O.Cist. byl polský voják, později římskokatolický duchovní, člen cisterciáckého řádu, opat v Sulejowě a následně biskup v Kyjevě.

## Život
Narodil se v Kalinowé asi v roce 1601. Stal se vojákem a účastnil se bojů proti Švédům. V bitvě pod Chocimem (9. října 1621) velel vlastní vojenské jednotce. Po svém otci se stal starostou Grabowského kraje, později se však stal členem cisterciáckého řádu. Od roku 1632 byl koadjutorem opata Otto Schenkinga v cisterciáckém opatství Sulejow. V roce 1637 převzal opatský úřad. Zřejmě tehdy ještě neměl složeny věčné sliby, protože klášterní katalog jej uvádí jako abbas professum (opat profes) - tedy ještě bez faktických pravomocí. Není přesně známo, kdy svůj úřad převzal naplno, ani kdy byl vysvěcen na kněze.
Z doby, kdy byl Stanisław Zaremba sulejowským opatem toho není příliš známo. S jeho jménem je pouze spojena přestavba tamního klášterního kostela. V roce 1646 byl jmenován katolickým biskupem kyjevským. Tuto diecézi však fakticky vedl krátce a nestačil se do její historie výrazněji zapsat, protože již v roce 1648 vypuklo tzv. Chmelnického povstání a Zaremba musel Kyjev opustit. Další zprávy o jeho osudech jsou nejisté. Zřejmě se vrátil do sulejowského kláštera. Jisté je, že v Sulejowě v roce 1653 zemřel a byl zde i pohřben. Jeho nástupcem na kyjevském biskupském stolci se stal Jan Leszczyński, jmenovaný po téměř dvouletém uprázdnění funkce biskupa dne 21. dubna 1655.